# Ernst Sonnemann
Ernst Sonnemann est un pasteur protestant et un écrivain d'hymnes luthériens né en 1630 à Ahlden, et décédé en 1670 à Einbeck.

## Biographie
On sait qu'il a étudié à partir du 31 décembre 1642 à Helmstedt puis plus brièvement à l'école latine de Celle, école dont il est nommé directeur adjoint le 10 novembre 1658. Le 8 octobre 1659, il a épousé Ursula Margreta au moment de devenir pasteur de la cathédrale Saint-Alexandre d'Einbeck où il baptise sa fille, Mary, le 22 juillet 1661. Sa date de décès oscille entre le début de 1670, le 17 juin de cette même année ou le 17 novembre.
Johann Sebastian Bach a utilisé un de ses textes dans sa cantate BWV 128.

## Œuvre
- (de) Lüneburger Gesangbuch, 1661
- (de) Auf Christi Himmelfahrt allein ich meine Nachfahrt gründe (EKG (de) 93)